# Здуни (Ленчицький повіт)
Здуни (пол. Zduny) — село в Польщі, у гміні Ленчиця Ленчицького повіту Лодзинського воєводства.
Населення — 249 осіб (2011).
У 1975-1998 роках село належало до Плоцького воєводства.

## Демографія
Демографічна структура станом на 31 березня 2011 року:
|          | Загалом | Допрацездатний вік | Працездатний вік | Постпрацездатний вік |
| -------- | ------- | ------------------ | ---------------- | -------------------- |
| Чоловіки | 115     | 19                 | 82               | 14                   |
| Жінки    | 134     | 26                 | 75               | 33                   |
| Разом    | 249     | 45                 | 157              | 47                   |